# Servet Uzunlar
Yesim Servet Uzunlar (* 8. März 1989 in Caringbah bei Sydney) ist eine australische Fußballnationalspielerin mit türkischer Herkunft.

## Jugend
In ihrer Jugend spielte sie ab 2001 für die North Sutherland Rockets und kehrte im Frühjahr den Verein den Rücken, um an die NSW Academy of Sport zu wechseln, wo sie neben ihrem Studium für die Sutherland Shire Reps auflief. Im Februar 2004 wechselte sie zu den NSW Sapphires White, welches als Sportteam der New South of Wales Institute of Sport fungiert.

## Karriere

### Vereine
Im Jahr 2009 begann sie ihre Profi-Karriere in der W-League für den Sydney FC, wo Uzunlar in ihrem ersten Jahr australische Fußballmeisterin wurde. Im Sommer 2010 verließ sie ihre Heimat Australien und wechselte nach Kanada zu Ottawa Fury. Nach zwei Monaten bekam sie ein Angebot vom dänischen Meister Fortuna Hjörring und spielte für diesen vier Spiele in der UEFA Women’s Champions League. Im Dezember 2010 kehrte sie zum Sydney FC zurück. Nach einem kurzen Intermezzo beim W-League-Teilnehmer Pali Blues im Sommer 2012, wechselte Uzunlar zu den Western Sydney Wanderers, wo sie bis Anfang 2014 aktiv war. Ende 2014 sowie erneut ab der Saison 2016/17 spielt sie wieder für den Sydney FC.

### Nationalmannschaft
Für Australien nahm sie an der U-20-Fußball-Weltmeisterschaft der Frauen 2006 in Russland teil, wo Uzunlar in allen 3 Gruppenspielen zum Einsatz kam. Uzunlar spielt seit 2008 in der australischen Auswahl und bestritt bisher 14 Länderspiele. Im Juli 2011 wurde sie für die Matildas in den Kader für die Fußball-Weltmeisterschaft der Frauen 2011 in Deutschland nominiert.